# Феодосия Алексеевна
Феодосия Алексеевна, в монашестве Сусанна (29 марта [8 апреля] 1662 — 14 [25] декабря 1713) — царевна, десятый ребёнок в семье царя Алексея Михайловича и его первой жены Марии Милославской.

## Биография
Царевна Феодосия Алексеевна родилась в Москве 29 марта (8 апреля) 1662 года. Видимо, была названа в честь сестры своей бабки Евдокии — Феодосии Стрешневой. Крещена 10 июня 1662 года в церкви святой Екатерины в Московском кремле.
По старинному обычаю, воспитывалась в царском тереме вместе со своими сёстрами, к которым была очень привязана. Среди её качеств современники отмечали редкую скромность, склонность к самопожертвованию и потребность быть полезной своим близким.

В 1683 году иностранец её описывает: «Феодосия, моложе царя Феодора и старше Иоанна; в настоящее время проживает у своей тетки Татьяны; набожная, как монахиня».

Жизнь Феодосии не была насыщена событиями, она предпочитала держаться в стороне от придворных интриг, как и другие её сёстры, что вполне устраивало Петра I. В 1698 году приняла монашеский постриг с именем Сусанна.
Прожила довольно долгую по тем временам жизнь, перешагнув пятидесятилетний рубеж. Похоронена в церкви Сретения Господня в Александровской слободе в одном склепе с сестрой Марфой, согласно своему завещанию. До наших дней эта усыпальница не сохранилась.